# Bengy-sur-Craon
Bengy-sur-Craon é uma comuna francesa na região administrativa do Centro, no departamento Cher. Estende-se por uma área de 36 km². Em 2010 a comuna tinha 727 habitantes (densidade: 20,2 hab./km²).